# Jayden Nelson
Jayden Nelson (Brampton, 26 settembre 2002) è un calciatore canadese, attaccante del Vancouver Whitecaps e della Nazionale canadese.

## Carriera

### Club
Cresciuto nel settore giovanile del Toronto FC, ha esordito in prima squadra il 27 luglio 2020, disputando l'incontro di MLS perso per 1-3 contro il New York City; il 10 aprile 2022 ha realizzato la sua prima rete con la squadra, nel pareggio per 2-2 sul campo del Real Salt Lake.
L'8 febbraio 2023 è passato ufficialmente ai norvegesi del Rosenborg, a cui si è legato con un contratto quadriennale.

### Nazionale
Il 7 gennaio 2020 ha esordito con la nazionale canadese giocando l'amichevole vinta per 4-1 contro il Barbados; tre giorni dopo ha segnato la sua prima rete in nazionale, nell'amichevole vinta di nuovo per 4-1 sempre contro il Barbados.

## Statistiche

### Presenze e reti nei club
Statistiche aggiornate al 3 aprile 2025.
| Stagione             | Squadra              | Campionato           | Campionato | Campionato | Coppe nazionali | Coppe nazionali | Coppe nazionali | Coppe continentali | Coppe continentali | Coppe continentali | Altre coppe | Altre coppe | Altre coppe | Totale | Totale |
| Stagione             | Squadra              | Comp                 | Pres       | Reti       | Comp            | Pres            | Reti            | Comp               | Pres               | Reti               | Comp        | Pres        | Reti        | Pres   | Reti   |
| -------------------- | -------------------- | -------------------- | ---------- | ---------- | --------------- | --------------- | --------------- | ------------------ | ------------------ | ------------------ | ----------- | ----------- | ----------- | ------ | ------ |
| 2019                 | Toronto FC II        | USL1                 | 14         | 0          | -               | -               | -               | -                  | -                  | -                  | -           | -           | -           | 14     | 0      |
| 2021                 | Toronto FC II        | USL1                 | 8          | 3          | -               | -               | -               | -                  | -                  | -                  | -           | -           | -           | 8      | 3      |
| Totale Toronto FC II | Totale Toronto FC II | Totale Toronto FC II | 22         | 3          |                 | -               | -               |                    | -                  | -                  |             | -           | -           | 22     | 3      |
| 2020                 | Toronto FC           | MLS                  | 7          | 0          | CC              | 1               | 0               | -                  | -                  | -                  | MiB         | 1           | 0           | 9      | 0      |
| 2021                 | Toronto FC           | MLS                  | 7          | 0          | CC              | 0               | 0               | CCL                | -                  | -                  | -           | -           | -           | 7      | 0      |
| 2022                 | Toronto FC           | MLS                  | 31         | 1          | CC              | 3               | 0               | -                  | -                  | -                  | -           | -           | -           | 34     | 1      |
| Totale Toronto FC    | Totale Toronto FC    | Totale Toronto FC    | 45         | 1          |                 | 4               | 0               |                    | -                  | -                  |             | 1           | 0           | 50     | 1      |
| 2023                 | Rosenborg            | ES                   | 24         | 4          | CN+CN           | 1+2             | 0               | UECL               | 3                  | 2                  | -           | -           | -           | 30     | 6      |
| gen.-ago. 2024       | Rosenborg            | ES                   | 11         | 1          | CN              | 3               | 1               | -                  | -                  | -                  | -           | -           | -           | 14     | 2      |
| Totale Rosenborg     | Totale Rosenborg     | Totale Rosenborg     | 35         | 5          |                 | 6               | 1               |                    | 3                  | 2                  |             | -           | -           | 44     | 8      |
| 2024-gen. 2025       | Ulma                 | 2L                   | 6          | 0          | CG              | 0               | 0               | -                  | -                  | -                  | -           | -           | -           | 6      | 0      |
| 2025                 | Vancouver Whitecaps  | MLS                  | 5          | 1          | CC              | 0               | 0               | CCC                | 4                  | 0                  | -           | -           | -           | 9      | 1      |
| Totale carriera      | Totale carriera      | Totale carriera      | 113        | 10         |                 | 10              | 1               |                    | 7                  | 2                  |             | 1           | 0           | 131    | 13     |

### Cronologia presenze e reti in nazionale
| Cronologia completa delle presenze e delle reti in nazionale ― Canada | Cronologia completa delle presenze e delle reti in nazionale ― Canada | Cronologia completa delle presenze e delle reti in nazionale ― Canada | Cronologia completa delle presenze e delle reti in nazionale ― Canada | Cronologia completa delle presenze e delle reti in nazionale ― Canada | Cronologia completa delle presenze e delle reti in nazionale ― Canada | Cronologia completa delle presenze e delle reti in nazionale ― Canada | Cronologia completa delle presenze e delle reti in nazionale ― Canada |
| Data                                                                  | Città                                                                 | In casa                                                               | Risultato                                                             | Ospiti                                                                | Competizione                                                          | Reti                                                                  | Note                                                                  |
| --------------------------------------------------------------------- | --------------------------------------------------------------------- | --------------------------------------------------------------------- | --------------------------------------------------------------------- | --------------------------------------------------------------------- | --------------------------------------------------------------------- | --------------------------------------------------------------------- | --------------------------------------------------------------------- |
| 8-1-2020                                                              | Irvine                                                                | Canada                                                                | 4 – 1                                                                 | Barbados                                                              | Amichevole                                                            | -                                                                     | 67’                                                                   |
| 11-1-2020                                                             | Irvine                                                                | Barbados                                                              | 1 – 4                                                                 | Canada                                                                | Amichevole                                                            | 1                                                                     | 60’                                                                   |
| 15-1-2020                                                             | Irvine                                                                | Canada                                                                | 0 – 1                                                                 | Islanda                                                               | Amichevole                                                            | -                                                                     | 75’                                                                   |
| 11-11-2022                                                            | Manama                                                                | Bahrein                                                               | 2 – 2                                                                 | Canada                                                                | Amichevole                                                            | -                                                                     | 88’                                                                   |
| 4-7-2023                                                              | Toronto                                                               | Canada                                                                | 4 – 2                                                                 | Cuba                                                                  | Gold Cup 2023 - 1º turno                                              | 1                                                                     | 33’                                                                   |
| 7-6-2025                                                              | Toronto                                                               | Canada                                                                | 4 – 2                                                                 | Ucraina                                                               | Amichevole                                                            | -                                                                     | 64’ 68’                                                               |
| 10-6-2025                                                             | Toronto                                                               | Canada                                                                | 0 – 0 (4 – 5 dtr)                                                     | Costa d'Avorio                                                        | Amichevole                                                            | -                                                                     | 72’ 76’                                                               |
| 21-6-2025                                                             | Houston                                                               | Curaçao                                                               | 1 – 1                                                                 | Canada                                                                | Gold Cup 2025 - 1° turno                                              | -                                                                     | 56’                                                                   |
| Totale                                                                |                                                                       | Presenze                                                              | 8                                                                     |                                                                       | Reti                                                                  | 2                                                                     |                                                                       |

## Palmarès

### Club

#### Competizioni nazionali
- Canadian Championship: 1

Toronto FC: 2020